# Tren Eléctrico de Pasajeros México-Querétaro
El Tren Eléctrico de Pasajeros México-Querétaro fue un tren de pasajeros que brindaba servicios en la región centro de la República Mexicana, Durante sus 2 años de existencia (1994-96), fue operado por Ferrocarriles Nacionales de México.

## Historia

### Antecedentes
Los antecedentes más antiguos de este ferrocarril se remontan a las concesiones que otorgó el gobierno del presidente Porfirio Díaz para la construcción del Ferrocarril Central Mexicano, que tenía un capital mixto: estadounidense y mexicano. Por la parte estadounidense, el capital provenía de la compañía Achison, Topeka, Santa Fe, mientras que por México provenía del gobierno federal. La concesión base permitía construir una línea entre la Ciudad de México y Ciudad Juárez, inaugurada en 1884, a la cual se le agregó un ramal en 1888 al Océano Pacífico pasando por las ciudades de Guadalajara y Querétaro. 
En 1908, al final del gobierno porfirista, se crea la compañía gubernamental Ferrocarriles Nacionales de México, que constituye la primera nacionalización de los ferrocarriles por su valor estratégico. Esta primera operación se logra al expropiar y fusionar las compañías Central, el Nacional y el Internacional, junto con otras compañías menores con lo cual, se logran 11,117 kilómetros de vías férreas nacionalizadas. Entre 1910 y 1929, el estado de esas líneas era incierto, ya que cayeron en manos de los diferentes grupos que combatieron durante la Revolución Mexicana.

### Primeras Propuestas
Olvidándose del Plan de Desarrollo Ferrocarrilero de 1973 a 1986 que, entre muchas acciones, tuvo como uno de sus fines la construcción de una vía doble electrificada México-Tijuana para el transporte de carga y pasajeros. La Secretaría de Comunicaciones y Transportes (SCT) planteaba en 1978 la construcción del primer ferrocarril eléctrico mexicano de vía doble alimentado por catenaria. A partir de un estudio elaborado por la dependencia gubernamental se determinó que la ruta Ciudad de México-Querétaro era la más viable de electrificar debido a su alta afluencia de pasajeros y de carga, topografía casi carente de pendiente y localización estratégica en el centro del país.

### Construcción

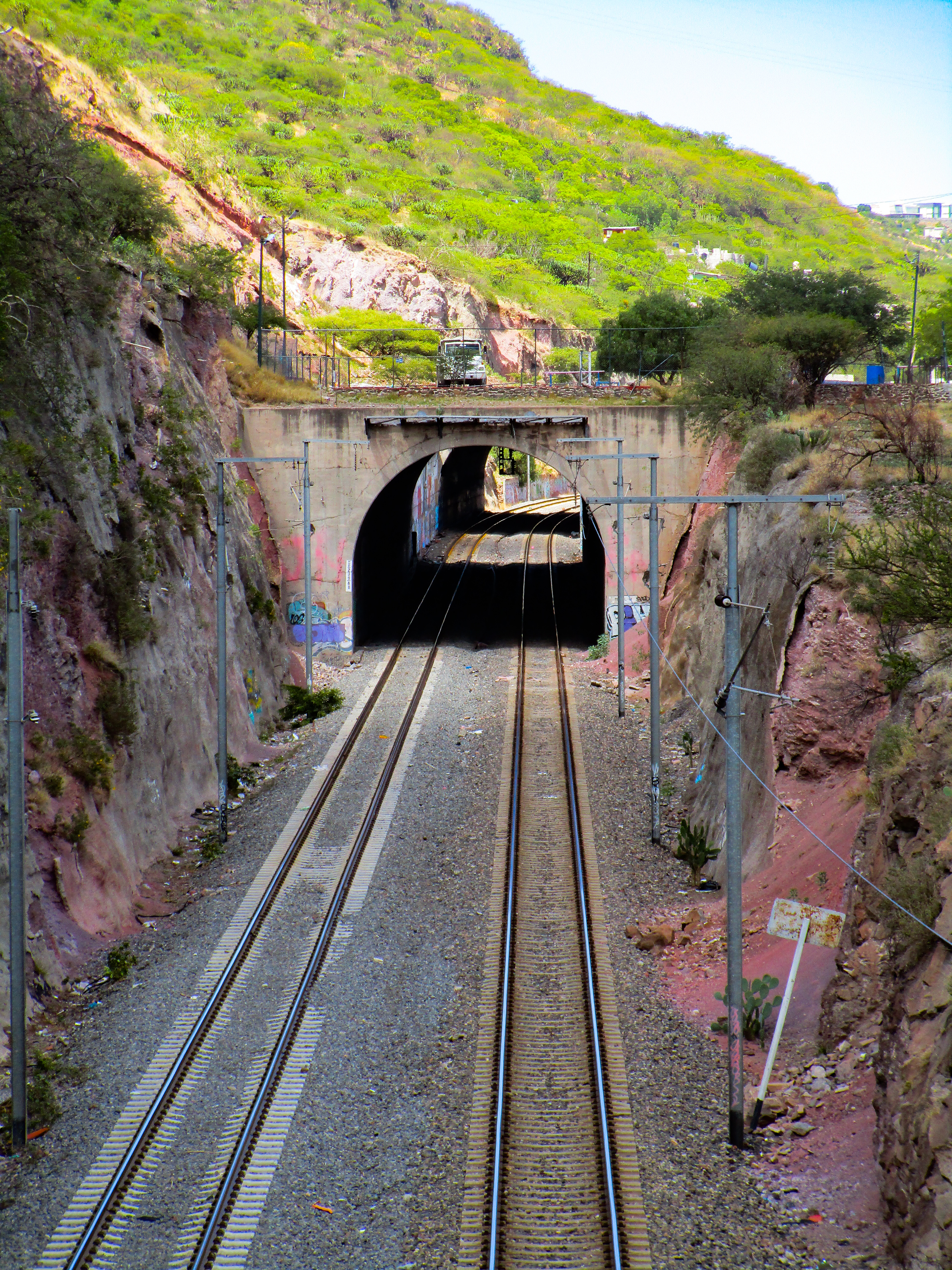
Situación actual de la vía en 2024

En 1979 como parte de los trabajos de construcción, el gobierno mexicano incluyó dentro del proyecto participación japonesa, inglesa y francesa. Se emplearon locomotoras GE E60, las cuales fueron diseñadas y armadas por la compañía General Electric en Aguascalientes entre 1980 y 1982. El modelo de locomotoras fue denominado General Electric E60-C2.
Hacia 1983, la Secretaría de Comunicaciones y Transportes decide suspender el proyecto debido a cambios en el trazo de las rutas y las políticas de operación. En 1986, se reinicia la electrificación únicamente con la participación del personal técnico de la Secretaría de Comunicaciones y Transportes, Ferrocarriles Nacionales de México y la compañía francesa Société Française d’Études et de Réalisations Ferroviaires.
Durante la construcción de la vía que duró de 1983 a 1994 se consideró en 1987 la construcción de un ferrocarril como el Shinkansen en el mismo derecho de vía, pero la falta de fondos lo hizo irrealizable. Por eso, se continuó con la construcción de las vías electrificadas para servicio mixto.

### Operación
El 14 de febrero de 1994 fueron inaugurados los viajes regulares entre las estaciones Buenavista en la Ciudad de México hacia Querétaro en Querétaro, el servicio solo duro hasta 1996 con un pobre resultado, ya que las locomotoras no podían circular a velocidad plena por las máquinas diésel-eléctricas, la invasión de vías y la restricción a servir únicamente en esas vías, lo que las hizo poco rentables.

### Cese de Operaciones
En el año de 1996, el presidente Ernesto Zedillo, desincorporó del estado a la empresa paraestatal Ferrocarriles Nacionales de México y se dan por finalizadas las operaciones de transporte de pasajeros en todo el país.  
Tras ser de nuevo privatizada la red ferrocarrilera en 1997, Kansas City Southern de México decidió vender las 39 máquinas GE E60 a una compañía minera en los Estados Unidos terminando con el uso de la vía electrificada, dejando las líneas de catenaria electrificadas para un supuesto uso en el futuro.

### Reanudación del proyecto:Tren Ciudad de México-Querétaro
Después de años de incertidumbre, en febrero de 2020 la Secretaría de Comunicaciones y Transportes declara que la iniciativa sería retomada, una vez que se concluyera el Tren Maya. El 14 de julio, la SCT anunció que la licitación del proyecto se lanzaría a más tardar ese mismo año.
El 5 de octubre del 2020, el gobierno de Andrés Manuel López Obrador y representantes de la Iniciativa Privada presentaron un plan de inversión del sector privado, que incluía 39 proyectos, en medio de la crisis por el COVID-19. El proyecto aparece con el número 21 dentro de este plan anunciado junto con empresarios. Contempla un monto de 51 mil 300 millones de pesos e iniciar su construcción en junio de 2021 como una concesión de la Secretaría de Comunicaciones y Transportes.
El 13 de julio de 2023, el gobierno de Andrés Manuel López Obrador (AMLO) anunció la firma del convenio con la empresa ferroviaria Kansas City Southern para poder seguir con la obra de trenes de pasajeros, tras el colapso del autopista México Querétaro.
De acuerdo con el presidente de Kansas City Southern, Oscar Augusto Del Cueto, dieron inicio estudios de evaluación de trazo de vía del tren de alta velocidad, para facilitar el tránsito del tren, así como reutilizando las antiguas concesiones de vías del tren de carga. Se tardaría la evaluación hasta abril de 2024 para poder seguir con la obra de trenes de pasajeros.
El 20 de noviembre de 2023, el gobierno de Andrés Manuel López Obrador anuncia la reactivación de siete rutas de trenes de pasajeros tras un decreto, dos de las cuales incluyen la ruta Ciudad de México-Querétaro: 
- Tren Ciudad de México–Querétaro–León–Aguascalientes,
- Tren Ciudad de México–Querétaro–Guadalajara–Tepic–Mazatlán–Nogales

El 22 de enero de 2024, el presidente Andrés Manuel López Obrador, en su visita en Querétaro, avisó que al terminar su administración dejará lista la concesión para que el próximo gobierno pueda iniciar la construcción del tren de alta velocidad.
Canadian Pacific Kansas City (CKPC) dijo que a finales de mayo de 2024 presentará un nuevo estudio para la ruta en México-Querétaro, que presenta una evidente demanda diaria.
El 28 de junio de 2024, la presidenta electa Claudia Sheinbaum en su rueda de prensa afirmó la reanudación de la construcción del proyecto para el 2025 y añadió la conversación con el actual secretario de Hacienda, Rogelio Ramírez de la O, quien le aseguró que existen los recursos necesarios para llevar a cabo la construcción da la obra.
El 10 de julio de 2024, la virtual presidenta Claudia Sheinbaum anuncia el proyecto Tren Interurbano México-Querétaro-Guadalajara, cuya ruta conectará la Ciudad de México, la ciudad de Querétaro y la ciudad de Guadalajara pasando también por el estado de Hidalgo y el Estado de México.

## Material rodante
Ferrocarriles Nacionales de México hizo el pedido más grande de los GE E60, el cual ordenó 39 locomotoras E60C-2, construidas entre 1982 y 1983. Muchas locomotoras que se compraron nunca funcionaron en el servicio de ingresos. Después de la privatización en 1997, Transportación Ferroviaria Mexicana (TFM) desmanteló la electrificación.